# Elektricitetsforsyningsnet
Et elektricitetsforsyningsnet kort elforsyningsnet eller elnet er et omfattende, forbundet netværk til fordeling af elektricitet fra kilder til forbruger. Elforsyningsnettet består traditionelt af disse hovedkomponenter:
1. Kraftværker som producerer elektricitet fra brændbare stoffer (kul, naturgas, biomasse) eller ikke-brændbare energikilder (vind, sol, kernekraft, vandkraft).
2. Transmissionslinjer som bærer højspændings-elektriciteten fra kraftværker til forbrugscentre.
3. Elektriske understationer - f.eks. transformatorstationer; transformatorer som reducerer spændingen til distributionslinjer, der bærer elenergien til slutbrugeren med elnetspændingen på ca. 230V.[2]
4. Elforbrugere – f.eks. husholdninger og industri.

I dag er der mulighed for distribueret elproduktion, da alle forbrugere potentielt kan lave elektricitet via bl.a. solcelleanlæg og vindmøller og sende overskuddet ind i elforsyningsnettet, hvis elnetdistributøren tillader det. Man kan endda også benytte nettomålerordningen, hvis nogle ekstra krav opfyldes.